# Cornell Smelser
Joe Cornell Smelser (später Charles Cornell; * 7. August 1902 in Budapest; † 1993) war ein US-amerikanischer Jazz-Akkordeonist und Komponist ungarischer Herkunft.

## Leben und Wirken
Cornell Smelser, der meist als „Cornell“ bekannt war, spielte zunächst Klavier und hatte eine klassische Musikausbildung am Budapester Konservatorium, bevor er mit 16 Jahren in einem lokalen Orchester spielte. 1920 emigrierte er in die Vereinigten Staaten; in New York spielte er zunächst in Vaudeville- und Broadway-Produktionen, ferner in Musikkomödien, Hotels und in Theaterorchestern. 1927 gründete er ein eigenes Orchester, mit dem er im Beaux Arts Cafe in New York auftrat. In dieser Zeit begann er als Akkordeonist mit Jazzmusikern zu arbeiten. 1930 schrieb er mehrere erfolgreiche Titel wie Laughing at Life, Accordion Joe (aufgenommen für Okeh Records, u. a. mit Adrian Rollini, Jack Teagarden und Jimmy Dorsey), Collegiate Love und I Hate Myself for Falling in Love With You. Er wurde zu einem der gefragtesten Jazz-Akkordeonisten in New York und wirkte bei Aufnahmen und Radiomitschnitten mit. 1929 entstanden erste Aufnahmen; im Bereich des Jazz war er bis 1932 an 19 Aufnahmesessions beteiligt, u. a. bei Tony Parenti (1929), Jean Goldkette (Birmingham Bertha), Irving Mills’ Hotsy Totsy Gang (High and Dry), Ben Selvin, The Boswell Sisters und dem Fred Rich Orchestra (When You Were the B'ossom of Buttercup Lane). 1930 nahm er seine Komposition  Accordion Joe und Double Check Stomp (Brunswick 4783 und 6846) mit dem Duke Ellington Orchestra auf. 1931 erhielt er von George Gershwin die Erlaubnis, dessen Rhapsody in Blue im Radio zu spielen, begleitet vom Ohman Arden Orchestra. Eine Tuberkulose-Erkrankung beendete Mitte 1931 seine Musikerkarriere. In seinen späteren Jahren verlegte er seine Aktivitäten auf das Komponieren.
Smelser gehörte mit Buster Moten, Jack Cornell (1929/30 bei Irving Mills’ Hotsy-Totsy Gang) und Charles Melrose zu den wenigen Vertretern des Akkordeonspiels im frühen Jazz.